# Masayoshi Takayanagi
Masayoshi Takayanagi (高柳 昌賢 Takayanagi Masayoshi?), född 11 juli 1994 i Ulsan, är en japansk fotbollsspelare.
Takayanagi började sin karriär 2015 i Gainare Tottori. Efter Gainare Tottori spelade han för Vonds Ichihara och FC Ryukyu.